# Class 22
De Class 22 ook bekend als "Baby Warship" was een reeks Britse diesel-hydraulische locomotieven ontworpen voor de Western Region en gebouwd door de North British Locomotive Company. Uiterlijk leken ze sterk op de diesel-elektrische Class 21. De bijnaam Baby Warship danken ze aan de uiterlijke en technische overeenkomsten met de British Rail Class D20/2 ofwel Class 41 Warship Class.

## Geschiedenis

### Ingebruikname
De D6300 werd in 1959 in gebruik genomen en de leveringen liepen tot 1962. De class 22en werden ondergebracht in de depots Bristol Bath Road, Laira Plymouth, Newton Abbot en Old Oak Common. De meerderheid van de reeks deed altijd dienst in West-Engeland en verzekerde verschillende stoptreinen en goederentreinen. Een klein aantal van de laatst afgeleverde locomotieven deed dienst in Bristol en voor het verplaatsen van ledigmaterieel tussen Londen Paddington en het opstelterrein bij Old Oak Common.

### Beschikbaarheid
Aanvankelijk waren er problemen met de motoren en de overbrenging, maar ze konden teruggestuurd worden naar North British Locomotive Works (NBL) voor reparaties binnen de garantie. In 1961 was de betrouwbaarheid verbeterd, maar door de instroom van de sterkere Hymeks en Warships werd de Class 22 verplaatst naar minder belangrijke diensten, waaronder de voormalige lijnen van Southern Region ten westen van Exeter. Midden jaren 60 hadden de locomotieven zich als betrouwbaar bewezen met een beschikbaarheid van meer dan 85%.

### Neergang
NBL ging in 1962 failliet en eind jaren 60 werden uitgerangeerde locomotieven gebruikt als plukloc. De neergang was onvermijdelijk en de uitstroom die in 1967 was begonnen eindigde in december 1971 met de 6333, 6336, 6338 en 6339. Ex-London Midland Region diesel-elektrische Class 25en werden als vervangers ingezet. De D6319 werd als enige door een privépersoon van BR gekocht, maar werd opgeknipt in Swindon nog voordat de koper de loc kon ophalen. De Class 42 D821 Greyhound werd ter vervanging aan de koper aangeboden en werd daarmee de eerste BR diesel die als museumloc werd aangemerkt. Eén motor die gebruikt zou zijn in de 6332 is geheel dienstvaardig behouden. De aanduiding Class 22 is in de jaren 90 hergebruikt voor de SNCF BB 22200 die in Groot-Brittannië werden ingezet.

## Kleurstelling
De NBL Type 2 locomotieven werden geleverd in de groene kleurstelling met een lichtgrijze onderrand, een grijs dak, rode bufferbalken en een zwart onderstel. De nummers stonden onder alle vier de cabineruiten en het BR 'lion and wheel' logo was hoog in het midden van de bovenbouw aangebracht. Later werd een kleine gele waarschuwing toegevoegd. Vanaf 1967 werden sommige locomotieven in de nieuwe blauwe huisstijl overgeschilderd. De eerste vier, D6300, D6303, D6314 en D6327 hadden kleine gele waarschuwingsborden die ze tot de uitstroom behielden, de later overgeschilderde exemplaren kregen een geheel geel front. Slechts ongeveer de helft werd in de nieuwe huisstijl geschilderd. Het BR logo werd direct onder de cabineruiten aangebracht, met daaronder het locnummer, bij een aantal was dit omgekeerd.

## Nieuwbouw project
In juli 2014 werd de aanzet gegeven voor een werkgroep die de nieuwbouw van een class 22 ten doel heeft.

## Modelbouw
Dapol bracht eind 2011 een model in schaal H0 uit.